# 송자영
송자영(1997년 7월 22일 ~ )은 대한민국의 트로트 가수이다.

## 출연 작품

### TV
- 2023년 TV조선 《미스트롯3》
- 2024년 TV조선 《미스터로또》

### 공연
- 미스트롯 3 전국투어 공연

## 기타
- 신체: 키 158cm, 신발 230mm, 체중 44Kg, 혈액형 B형[RH-]